# Bhimanhalli, Chitapur
Bhimanhalli là một làng thuộc tehsil Chitapur, huyện Gulbarga, bang Karnataka, Ấn Độ.